# Coup de pied retombant
Un coup de pied descendant est un coup de pied dont la trajectoire finale redescend. Il donné les hanches dans différentes positions et peut emprunter différents modes de frappe (« en bâton », circulaire, « fouetté » ou combiner les trois modes précédents). Il peut atteindre différentes cibles (sommet du crane, côté de la tête,  face, dessus des épaules…).
On distingue trois formes principales :
1 - Le coup de pied en marteau :
- à trajectoire directe, dite « à la hache » appelé aussi en langue anglaise « axe kick »

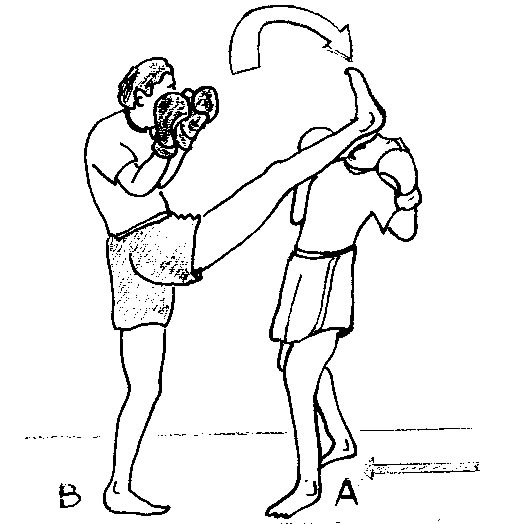
ou à trajectoire circulaire dite en « croissant » ou « demi-lune ») et descendante sur la seconde partie (hammer-kick); 2 - Le coup de pied crocheté (ou hook kick en anglais) : dans sa phase descendante la jambe tendue peut se combiner avec une action de flexion du genou (action de type « fouetté » à l’envers autour du genou) ; 3- Le coup de pied circulaire (ou roundhouse kick en anglais) : dans sa phase finale descendante, la jambe peut être tendue (en bâton ou dénommé « en feuille morte ») et également combiner une extension du genou (méthode dite « fouettée »).
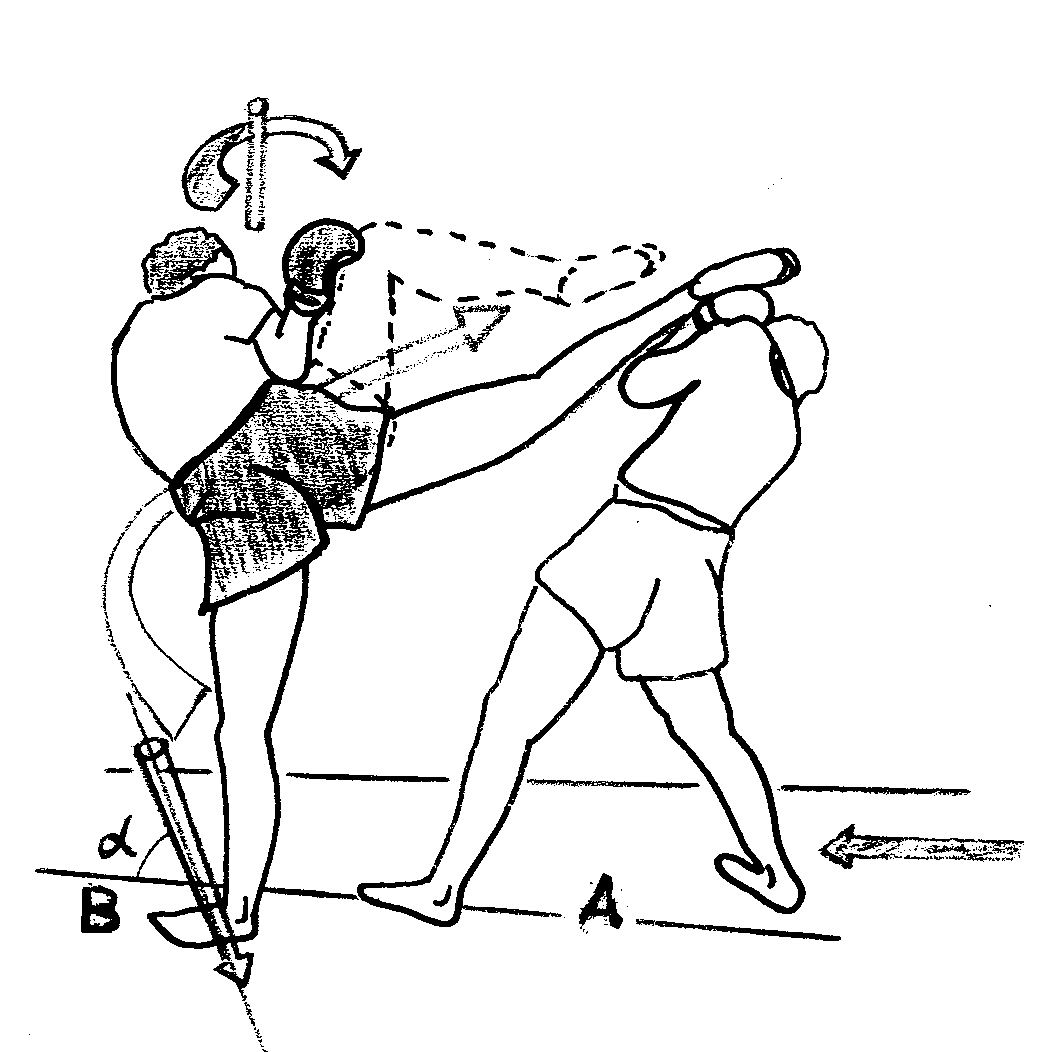
Attaque en coup de pied en marteau jambe arrière
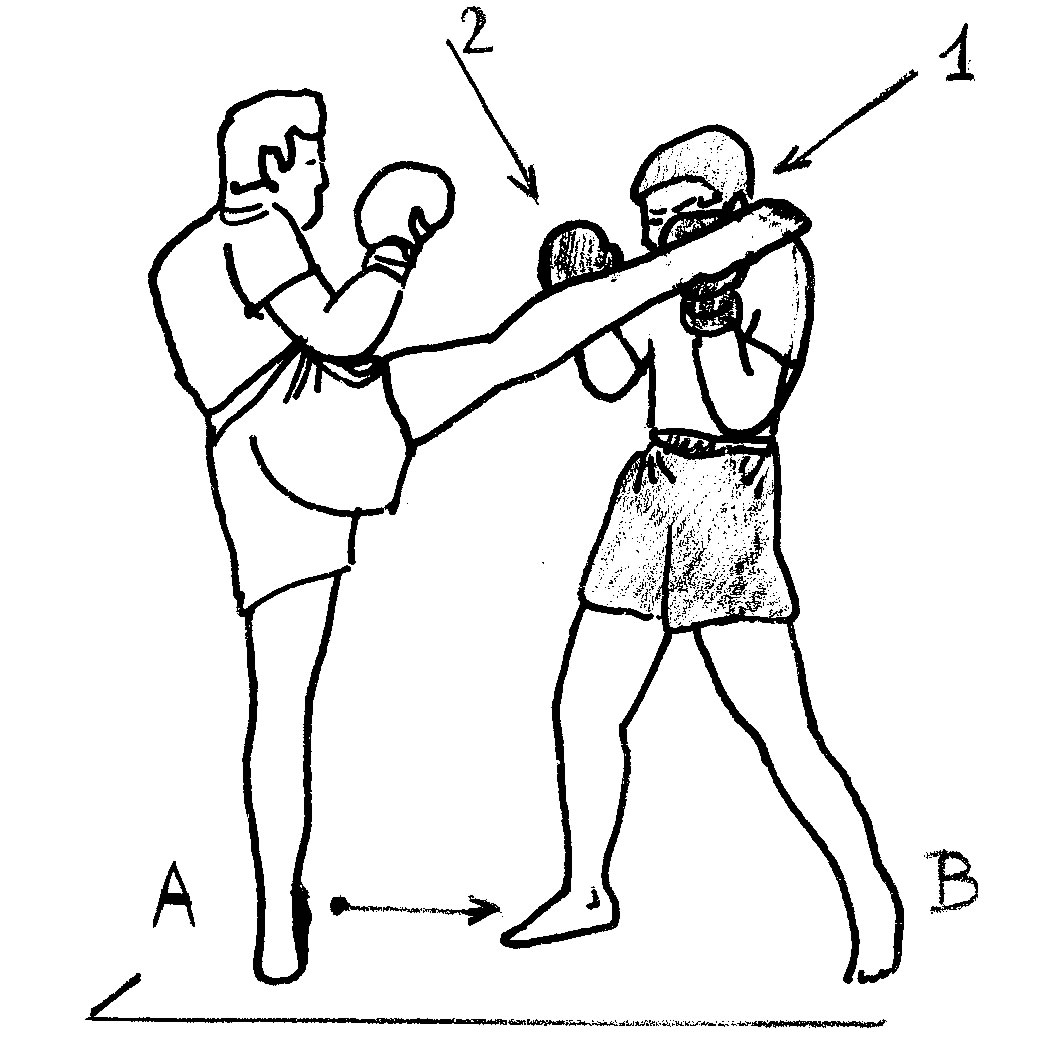
Coup de pied crocheté descendant en phase finale
- Coup de pied circulaire descendant en phase finale

## Sources
- Alain Delmas, 1. Lexique de la boxe et des autres boxes (Document fédéral de formation d’entraîneur), Aix-en-Provence, 1981-2005 – 2. Lexique de combatique (Document fédéral de formation d’entraîneur), Toulouse, 1975-1980
- Gabrielle et Roland Habersetzer, Encyclopédie des arts martiaux de l’extrême orient, Editions Amphora, 2000